# Liste des sénateurs de la IXe législature du Congrès de la république de Colombie
 (avril 2023).

Sénat colombien au 27 avril 2023.

Cet article dresse la liste des 108 sénateurs de la IXe législature, ouverte le 20 juillet 2022. Le Sénat est doté de 108 sièges dont 100 pourvus au scrutin proportionnel plurinominal selon la même méthode mais dans une seule circonscription nationale avec un seuil électoral de 2 %. Deux autres sièges sont réservés via une circonscription binominale à la minorité amérindienne.

## Contexte
En nombre de sièges, la coalition du Pacte historique obtient la première place à la chambre haute ; à la chambre basse, elle se classe au coude à coude avec le Parti conservateur, derrière le Parti libéral. De plus, elle arrive en tête en nombre de votants dans les deux scrutins.
Ces résultats sont présentés dans la presse d’actualités comme une percée « historique » de la coalition de gauche. À deux mois de l’élection présidentielle, ils alimentent les espoirs de Gustavo Petro, désigné à plus de 80 % comme candidat de cette formation dans le cadre des primaires organisées en même temps que les scrutins législatifs.
Le Centre démocratique du président Iván Duque connait quant à lui un revers, tombant de la première à la cinquième place en nombre de sièges à la chambre haute.

## Groupes parlementaires
Outre les différents partis rassemblés au sein du Pacte historique, le  Sénat, compte quatorze groupes parlementaires et partis politiques.
| Groupe | Groupe                                      | Sénateurs | Partis  | Partis    | Président                |
| ------ | ------------------------------------------- | --------- | ------- | --------- | ------------------------ |
|        | Pacte historique                            | 20 / 108  |         | POLO      | Gustavo Petro            |
|        | Pacte historique                            | 20 / 108  | CH      |           | Gustavo Petro            |
|        | Pacte historique                            | 20 / 108  | UP      |           | Gustavo Petro            |
|        | Pacte historique                            | 20 / 108  | ADA     |           | Gustavo Petro            |
|        | Pacte historique                            | 20 / 108  | MAIS    |           | Gustavo Petro            |
|        | Pacte historique                            | 20 / 108  | LFP     |           | Gustavo Petro            |
|        | Pacte historique                            | 20 / 108  | PC (es) |           | Gustavo Petro            |
|        | Pacte historique                            | 20 / 108  | TSC     |           | Gustavo Petro            |
|        | Pacte historique                            | 20 / 108  | MEV     |           | Gustavo Petro            |
|        | Parti conservateur colombien                | 15 / 108  |         | PCC       | Efrain Cepeda (es)       |
|        | Centre démocratique                         | 13 / 108  |         | CD        |                          |
|        | Parti libéral colombien                     | 13 / 108  |         | PLC       | Mauricio Gómez Amín (es) |
|        | Changement radical                          | 11 / 108  |         | PCR       |                          |
|        | Parti social d'unité nationale              | 10 / 108  |         | PU        |                          |
|        | Alliance verte                              | 8 / 108   |         | AV        |                          |
|        | Communs                                     | 5 / 108   |         | COM       |                          |
|        | Alliance sociale indépendante               | 4 / 108   |         | ASI       |                          |
|        | Mouvement indépendant de rénovation absolue | 3 / 108   |         | MIRA      |                          |
|        | Parti vert oxygène                          | 1 / 108   |         | VO        |                          |
|        | Colombia Justa Libres                       | 1 / 108   |         | CJL       |                          |
|        | Mouvement alternatif indigène et social     | 1 / 108   |         | MAIS      |                          |
|        | Autorités autochtones de Colombie (es)      | 1 / 108   |         | AICO (es) |                          |

## Présidence
| Fonction | Fonction | Fonction           | Fonction                | Groupe parlementaire                   | Circonscription                    |
| -------- | -------- | ------------------ | ----------------------- | -------------------------------------- | ---------------------------------- |
|          |          | Président          | Roy Barreras (es)       | Pacte historique (La Fuerza de la Paz) | Scrutin proportionnel plurinominal |
|          |          | 1re vice-président | Miguel Ángel Pinto (es) | Parti libéral colombien                | Scrutin proportionnel plurinominal |
|          |          | 2e vice-président  | Honorio Henríquez (pt)  | Centre démocratique                    | Scrutin proportionnel plurinominal |

## Liste
| Portrait | Sénateur                           | Date de naissance | Liste | Liste      | Parti     | Parti     |
| -------- | ---------------------------------- | ----------------- | ----- | ---------- | --------- | --------- |
|          | Ana Paola Agudelo                  | 9 mai 1983        |       | NUC (es)   |           | MIRA      |
|          | Fabio Amín Saleme                  | 15 octobre 1976   |       | PLC        | PLC       | PLC       |
|          | Wilson Arias (es)                  | 17 décembre 1962  |       | PH         |           | PDA       |
|          | Inti Asprilla (es)                 | 9 octobre 1981    |       | AV-CE (es) |           | AV        |
|          | Ariel Ávila (es)                   | 5 juin 1983       |       | AV-CE (es) |           | AV        |
|          | Aída Avella                        | 23 janvier 1949   |       | PH         |           | UP        |
|          | Josué Alirio Barrera (es)          | 10 novembre 1976  |       | CD         | CD        | CD        |
|          | Roy Barreras (es)                  | 27 novembre 1963  |       | PH         |           | ADA       |
|          | Miguel Ángel Barreto (es)          | 6 avril 1978      |       | PCC        | PCC       | PCC       |
|          | Óscar Barreto Quiroga (es)         | 7 avril 1961      |       | PCC        | PCC       | PCC       |
|          | Alberto Benavides Mora             |                   |       | PH         |           | PDA       |
|          | Diela Liliana Benavides Solarte    | 22 avril 1973     |       | PCC        | PCC       | PCC       |
|          | Jorge Enrique Benedetti Martelo    | 13 avril 1991     |       | PCR        | PCR       | PCR       |
|          | Sor Berenice Bedoya Pérez          | 18 mai 1972       |       | AV-CE (es) |           | ASI       |
|          | Johny John Moisés Besaile Fayad    | 22 août 1969      |       | PU         | PU        | PU        |
|          | Liliana Bitar Castilla (es)        | 16 avril 1973     |       | PCC        | PCC       | PCC       |
|          | Germán Blanco Álvarez (es)         | 6 novembre 1965   |       | PCC        | PCC       | PCC       |
|          | Nadia Blel                         | 11 août 1981      |       | PCC        | PCC       | PCC       |
|          | María Fernanda Cabal               | 8 août 1966       |       | CD         | CD        | CD        |
|          | Enrique Cabrales Baquero           | 17 octobre 1986   |       | CD         | CD        | CD        |
|          | José Vicente Carreño Castro        | 21 avril 1972     |       | CD         | CD        | CD        |
|          | Ana María Castañeda                | 27 décembre 1984  |       | PCR        | PCR       | PCR       |
|          | Jairo Alberto Castellanos          |                   |       | AV-CE (es) |           | EM        |
|          | Pablo Catatumbo (es)               | 19 mars 1953      |       | COM        | COM       | COM       |
|          | Iván Cepeda                        | 24 octobre 1962   |       | PH         |           | PDA       |
|          | Efrain Cepeda (es)                 | 24 mai 1950       |       | PCC        | PCC       | PCC       |
|          | Alejandro Carlos Chacón (es)       | 2 octobre 1972    |       | PLC        | PLC       | PLC       |
|          | Julio Elías Chagüi Flórez          | 1er janvier 1981  |       | PU         | PU        | PU        |
|          | Piedad Córdoba                     | 25 janvier 1955   |       | PH         |           | UP        |
|          | Antonio Correa Jiménez (es)        | 14 juin 1976      |       | PU         | PU        | PU        |
|          | Imelda Daza                        | 17 mars 1948      |       | COM        | COM       | COM       |
|          | Robert Daza Guevara                |                   |       | PH         |           | PDA       |
|          | Alfredo Rafael Deluque Zuleta (es) | 21 février 1977   |       | PU         | PU        | PU        |
|          | Fabian Diaz Plata (es)             | 26 mai 1990       |       | AV-CE (es) |           | AV        |
|          | Edgar Díaz Contreras               | 15 février 1961   |       | PCR        | PCR       | PCR       |
|          | Jaime Durán Barrera (es)           | 3 juillet 1960    |       | PLC        | PLC       | PLC       |
|          | Juan Diego Echavarría Sánchez      |                   |       | PLC        | PLC       | PLC       |
|          | Guido Echeverri Piedrahita (es)    | 18 mars 1954      |       | AV-CE (es) |           | EM        |
|          | Nicolás Echeverry                  | 4 décembre 1966   |       | PCC        | PCC       | PCC       |
|          | Julio Alberto Elias Vidal          | 22 août 1969      |       | PU         | PU        | PU        |
|          | Karina Espinosa (es)               | 27 décembre 1979  |       | PLC        | PLC       | PLC       |
|          | Carolina Espitia                   |                   |       | AV-CE (es) |           | AV        |
|          | Carlos Mario Farelo Daza           |                   |       | PCR        | PCR       | PCR       |
|          | Alex Xavier Flórez Hernandez       | 19 mai 1991       |       | PH         |           | CH        |
|          | Pedro Hernando Flórez Porras       | 11 novembre 1974  |       | PH         |           | POLO      |
|          | Gloria Flórez                      | 9 janvier 1962    |       | PH         |           | CH        |
|          | Laura Fortich Sánchez              | 26 février 1983   |       | PLC        | PLC       | PLC       |
|          | Julián Gallo Cubillos (es)         | 24 mars 1961      |       | COM        | COM       | COM       |
|          | Juan Pablo Gallo                   | 31 janvier 1979   |       | PLC        | PLC       | PLC       |
|          | Juan Carlos Garcés Rojas           | 29 avril 1977     |       | PU         | PU        | PU        |
|          | Juan Carlos García Gómez           | 1er janvier 1979  |       | PCC        | PCC       | PCC       |
|          | Lidio García Turbay (es)           | 10 février 1971   |       | PLC        | PLC       | PLC       |
|          | Óscar Mauricio Giraldo Hernández   | 14 décembre 1982  |       | PCC        | PCC       | PCC       |
|          | José Alfredo Gnecco Zuleta (es)    | 17 avril 1976     |       | PU         | PU        | PU        |
|          | Mauricio Gómez Amín (es)           | 26 septembre 1981 |       | PLC        | PLC       | PLC       |
|          | Carlos Julio González (es)         | 27 février 1963   |       | PCR        | PCR       | PCR       |
|          | Andrés Felipe Guerra Hoyos         | 13 mars 1973      |       | CD         | CD        | CD        |
|          | Carlos Eduardo Guevara (es)        | 9 mai 1983        |       | NUC (es)   |           | MIRA      |
|          | Honorio Henríquez (es)             | 24 juin 1971      |       | CD         | CD        | CD        |
|          | Yuly Esmeralda Hernández Silva     | 1er janvier 1986  |       | PH         |           | CH        |
|          | Paola Holguín (es)                 | 12 novembre 1973  |       | CD         | CD        | CD        |
|          | Norma Hurtado Sánchez              | 13 octobre 1969   |       | PU         | PU        | PU        |
|          | Sandra Yaneth Jaimes Cruz          |                   |       | PH         |           | POLO      |
|          | Carlos Abraham Jiménez (es)        | 28 avril 1982     |       | PCR        | PCR       | PCR       |
|          | Humberto de La Calle               | 14 juillet 1946   |       | AV-CE (es) |           | VO        |
|          | Juan Felipe Lemos                  | 12 juillet 1977   |       | PU         | PU        | PU        |
|          | Didier Lobo Chinchilla             | 13 octobre 1971   |       | PCR        | PCR       | PCR       |
|          | Alexander López Maya (es)          | 26 mai 1967       |       | PH         |           | POLO      |
|          | Clara López                        | 12 avril 1950     |       | PH         |           | TSC       |
|          | David Luna Sánchez                 | 27 février 1975   |       | PCR        | PCR       | PCR       |
|          | José Alfredo Marín Lozano          | 6 août 1981       |       | PCC        | PCC       | PCC       |
|          | Juan Samy Merheg (es)              | 4 avril 1967      |       | PCC        | PCC       | PCC       |
|          | Carlos Manuel Meisel Vergara       | 10 mai 1985       |       | CD         | CD        | CD        |
|          | Gustavo Adolfo Moreno Hurtado      | 28 avril 1990     |       | AV-CE (es) |           | EM        |
|          | Carlos Fernando Motoa (es)         | 24 octobre 1975   |       | PCR        | PCR       | PCR       |
|          | Iván Name (es)                     | 18 juin 1957      |       | AV-CE (es) |           | AV        |
|          | José David Name (es)               | 18 novembre 1968  |       | PU         | PU        | PU        |
|          | Andrea Padilla Villarraga          | 23 juillet 1978   |       | AV-CE (es) |           | AV        |
|          | Martha Peralta Epieyú              | 11 novembre 1988  |       | PH         |           | MAIS      |
|          | Claudia María Pérez Giraldo        |                   |       | PLC        | PLC       | PLC       |
|          | José Luis Pérez Oyuela (es)        | 21 avril 1964     |       | PCR        | PCR       | PCR       |
|          | Catalina Pérez                     | 1er janvier 1946  |       | PH         |           | CH        |
|          | Marcos Daniel Pineda (es)          | 5 mai 1977        |       | PCC        | PCC       | PCC       |
|          | Miguel Ángel Pinto (es)            | 14 novembre 1961  |       | PLC        | PLC       | PLC       |
|          | María José Pizarro                 | 30 mars 1978      |       | PH         |           | CH        |
|          | Jota Pe Hernández (es)             | 6 janvier 1992    |       | AV-CE (es) |           | AV        |
|          | Carlos Manuel Meisel Vergara       | 10 mai 1985       |       | CD         | CD        | CD        |
|          | Jahel Quiroga                      | 30 mars 1978      |       | PH         |           | UP        |
|          | Aida Quilcué                       |                   |       | MAIS       | MAIS      | MAIS      |
|          | Ciro Alejandro Ramírez (es)        | 31 octobre 1984   |       | CD         | CD        | CD        |
|          | Sandra Ramírez (es)                | 15 mai 1963       |       | COM        | COM       | COM       |
|          | Omar De Jesús Restrepo Correa      | 27 décembre 1964  |       | COM        | COM       | COM       |
|          | Paulino Riascos Riascos (es)       | 25 janvier 1979   |       | PH         |           | ADA       |
|          | Beatriz Lorena Rios Cuellar        | 6 juin 1975       |       | NUC (es)   |           | CJL       |
|          | John Jairo Roldan Avendaño         | 7 décembre 1964   |       | PLC        | PLC       | PLC       |
|          | Polivio Leandro Rosales Cadena     | 20 janvier 1984   |       | AICO (es)  | AICO (es) | AICO (es) |
|          | Yenny Esperanza Rozo Zambrano      | 31 juillet 1984   |       | CD         | CD        | CD        |
|          | Soledad Tamayo Tamayo (es)         | 20 mars 1958      |       | PCC        | PCC       | PCC       |
|          | Carlos Andrés Trujillo (es)        | 30 juin 1976      |       | PCC        | PCC       | PCC       |
|          | Miguel Uribe Turbay                | 28 janvier 1986   |       | CD         | CD        | CD        |
|          | Paloma Valencia (es)               | 19 janvier 1978   |       | CD         | CD        | CD        |
|          | Alejandro Alberto Vega Pérez       | 11 février 1986   |       | PLC        | PLC       | PLC       |
|          | Manuel Virgüez (es)                | 10 avril 1969     |       | NUC (es)   |           | MIRA      |
|          | Antonio Luis Zabaraín Guevara      | 31 décembre 1962  |       | PCR        | PCR       | PCR       |
|          | Isabel Zuleta                      | 12 avril 1982     |       | PH         |           | MEV       |

## Anciens sénateurs
| Portrait | Sénateur                    | Date de naissance | Liste | Liste | Parti | Parti |
| -------- | --------------------------- | ----------------- | ----- | ----- | ----- | ----- |
|          | Gustavo Bolívar (es)        | 9 mai 1983        |       | PH    |       | MAIS  |
|          | Mario Alberto Castaño Perez | 8 décembre 1971   |       | PLC   | PLC   | PLC   |
|          | Arturo Char (es)            | 5 novembre 1967   |       | PCR   | PCR   | PCR   |
|          | Rodolfo Hernández           | 26 février 1945   |       | LIGA  | LIGA  | LIGA  |
|          | Bérner León Zambrano Eraso  | 15 avril 1958     |       | PU    | PU    | PU    |
|          | César Pachón (es)           | 21 mai 1983       |       | PH    |       | MAIS  |